# Hudson Hornet
El Hudson Hornet un automóvil de tamaño completo que fue fabricado por Hudson Motor Car Company de Detroit (Míchigan) desde 1951 hasta 1954, cuando Nash-Kelvinator Corporation y Hudson se fusionaron para formar American Motors Corporation (AMC). Los automóviles Hudson continuaron comercializándose bajo la marca Hudson hasta el año modelo de 1957.
Los Hudson Hornet de primera generación presentaban un diseño funcional "rebajado" con un panel inferior a escasa altura del firme y un chasis con un centro de gravedad más bajo que los vehículos contemporáneos, que contribuían a que el coche se manejara bien, una ventaja para las carreras. El aspecto más bajo y elegante del Hornet se acentuó con su línea aerodinámica, configuración conocida como estilo "pontón".
Después de la fusión que originó AMC en 1954, los automóviles Hudson se construyeron en la línea de ensamblaje de la fábrica más nueva en la que se producían las carrocerías monocasco de los Nash Statesman/Ambassador. En consecuencia, todos los Hudson Hornet de segunda generación fueron automóviles Nash rediseñados que eran etiquetados como Hudson.

## Primera generación
El Hornet, presentado para el año modelo 1951, se basó en el diseño "rebajado" de Hudson, que se presentó por primera vez en el modelo para el año 1948 del Commodore. A diferencia de una carrocería monocasco, el diseño no fusionaba completamente la carrocería y el marco del bastidor en una sola estructura, pero los espacios para los pies del suelo se rebajaron entre los largueros del chasis del automóvil, que, a su vez, se colocaron alrededor de las plataformas, en lugar de un suelo convencional apoyado sobre los largueros rectos del bastidor, un diseño de carrocería sobre bastidor que luego se adoptó más ampliamente y se conoció como bastidor perimetral. Así, gracias al chasis rebajado y al diseño de la carrocería, el "centro de gravedad más bajo... del automóvil... era a la vez funcional y elegante. El coche no solo se manejaba bien, sino que brindaba a sus seis pasajeros un viaje suntuoso. La apariencia de baja altura también le daba una elegancia acentuada por las ruedas traseras casi totalmente encerradas".

### 1951

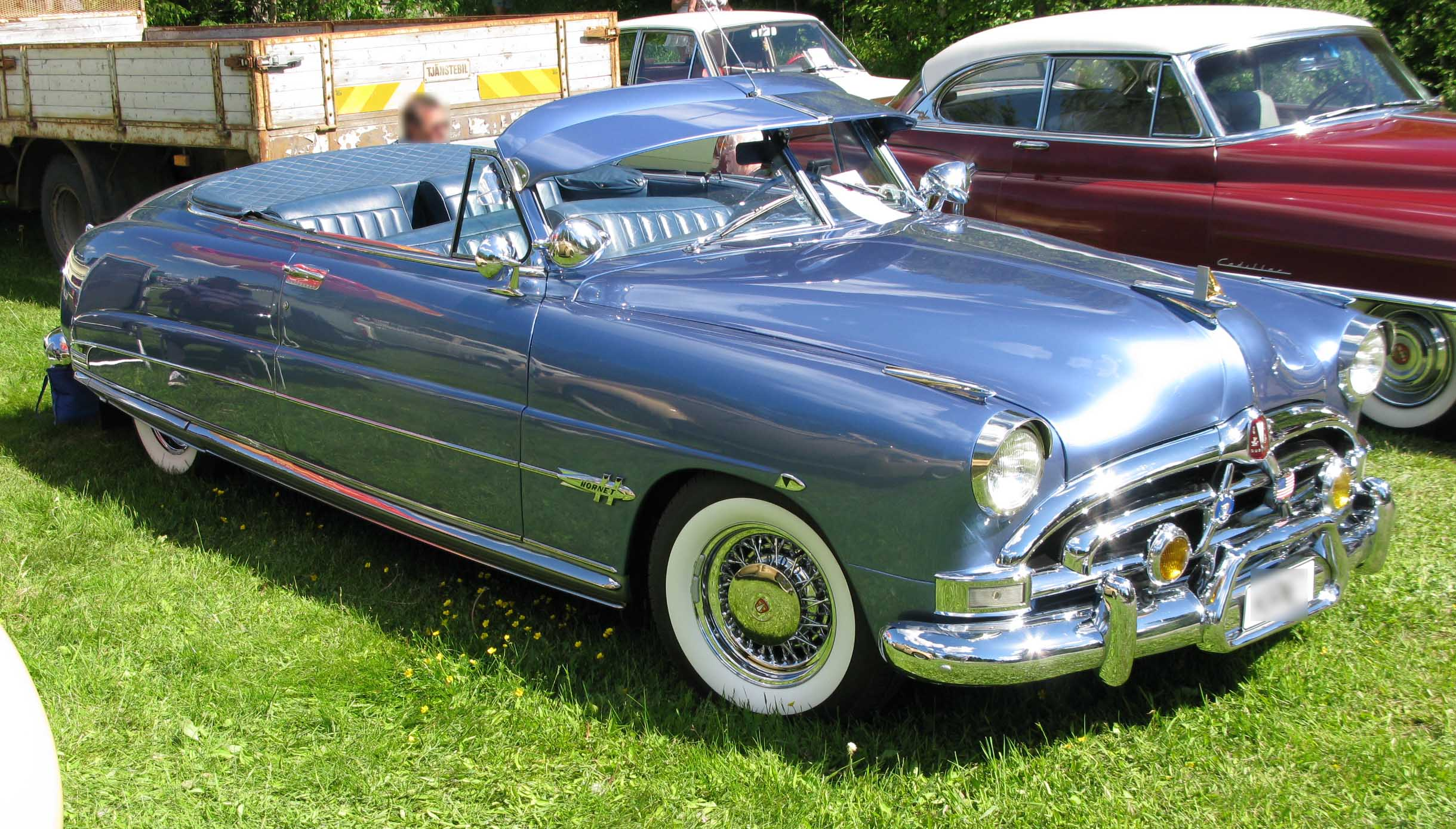
Descapotable Brougham de 1951

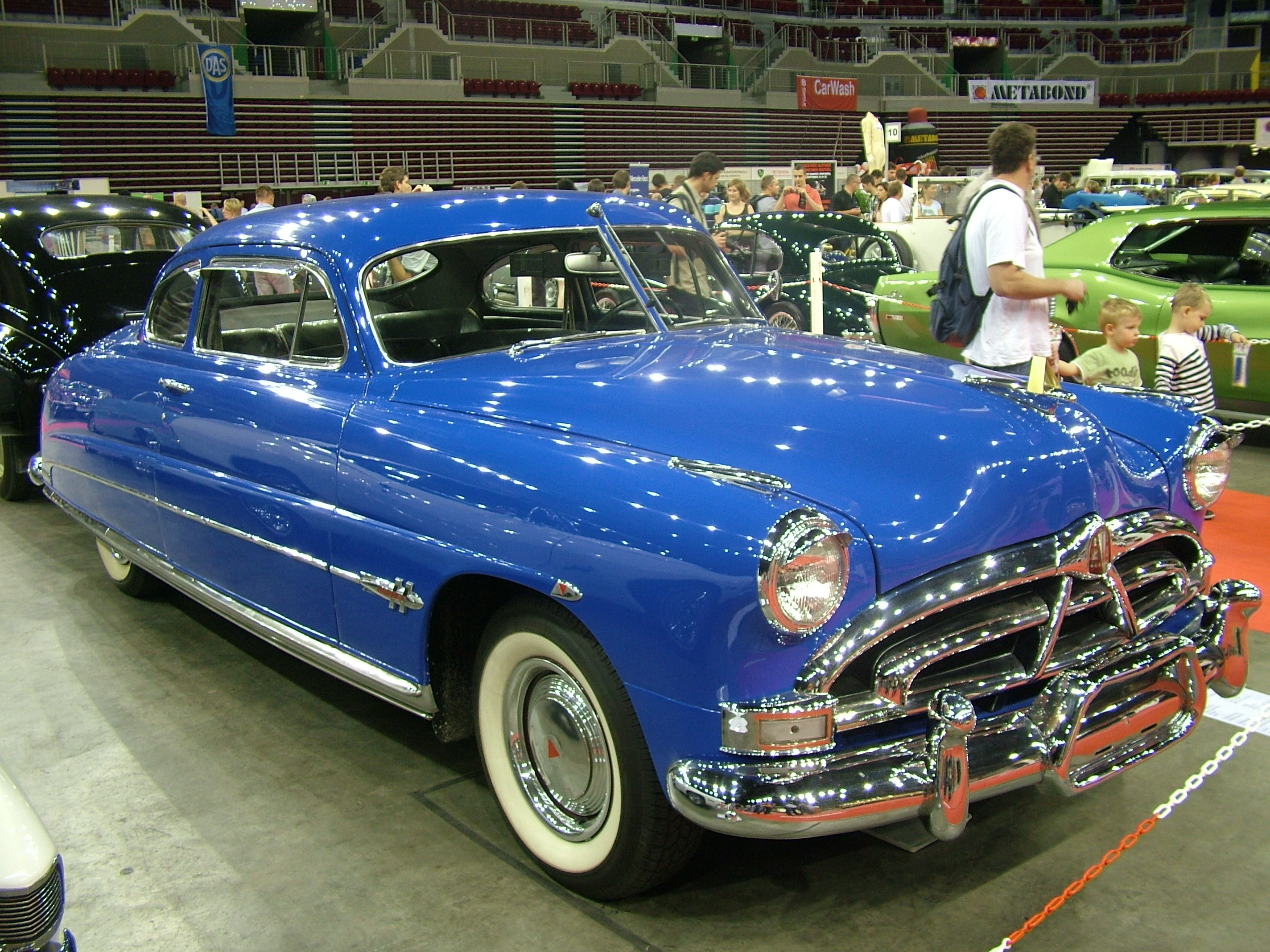
Granada Turnier de 1951

Los Hudson Hornet estaban disponibles como cupé de dos puertas, sedán de cuatro puertas, descapotable y cupé hardtop sin columnas intermedias. Los modelos tenían el mismo precio que el Commodore Eight, que costaba entre 2.543 y 3.099 dólares.
Todos los Hornet de 1951 a 1953 fueron propulsados por el motor de seis cilindros en línea "H-145" de alta compresión de Hudson. A partir de 1952, una configuración opcional de carburador "twin-H" o twin de un solo cuerpo estaba disponible a un costo adicional. El "Twin H-Power" recién presentado estuvo disponible en noviembre de 1951 como una opción instalada por el distribuidor a un costo de 85,60 dólares. Un reloj eléctrico era estándar. El motor de seis cilindros con culata en L (de cabeza plana o de válvulas laterales) con una cilindrada de 308 plg³ (5 L) era el de mayor [desplazamiento] para automóviles de producción en serie en ese momento. Tenía un carburador de dos cuerpos y rendía 145 HP (108 kW) a 3800 rpm y 275 lb·pie (373 N·m) de par motor. En 1954, la potencia se incrementó a 170 HP (127 kW) desde 145 HP (108 kW). El motor era capaz de generar mucha más potencia en manos de afinadores de precisión, incluido Marshall Teague, que afirmaba que podía obtener 112 millas por hora (180,2 km/h) de un Hornet original certificado por AAA o NASCAR, así como ingenieros de Hudson que desarrollaron opciones de "alto rendimiento". La combinación del motor Hudson con la capacidad de conducción general de los Hornet, más el hecho de que los coches estaban sobredimensionados, los hizo imbatibles en las carreras sobre tierra y en las muy pocas pistas pavimentadas de la década de 1950.
La producción del año modelo 1951 del Hudson Hornet totalizó 43.666 unidades.

### 1952

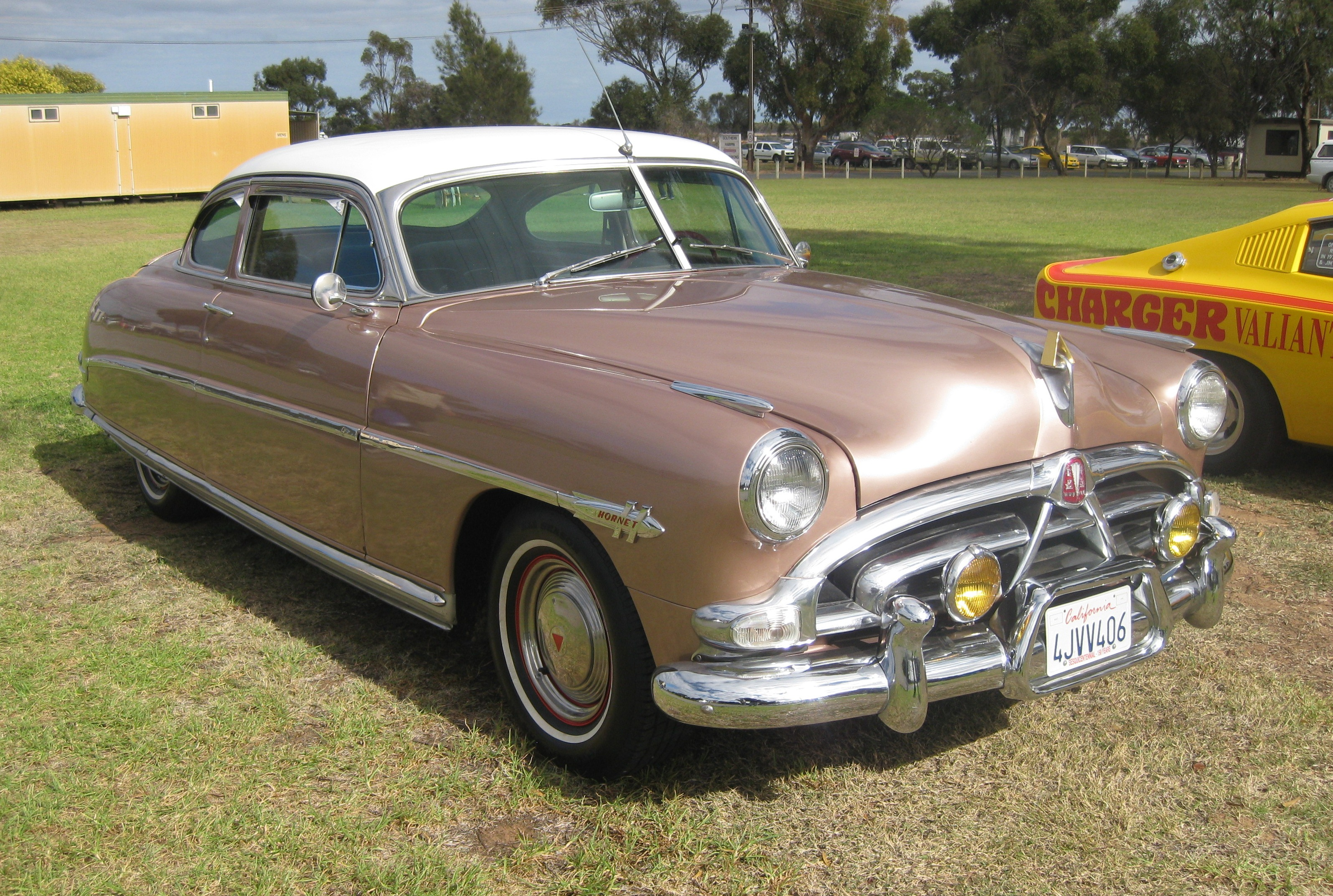
Club Cupé de 1952

En 1952, la versión "Twin H-Power" se convirtió en el equipamiento estándar, con carburadores dobles de un solo cuerpo situados encima de un colector de admisión doble, y la potencia aumentó a 170 HP (127 kW; 172 CV). El capó presentaba una toma de aire funcional que conducía aire a los carburadores y se consideró "ventilación" en 1954, en lugar de una toma de aire para el motor. El propulsor podía ajustarse para rendir 210 HP (157 kW) cuando estaba equipado con las modificaciones "7-X" que Hudson introdujo más tarde. Durante 1952 y 1953, el Hornet recibió mejoras cosméticas menores y todavía se parecía mucho al Commodore de 1948.
El Hornet demostró ser casi invencible en las carreras de stock cars. Pero "[A] pesar de sus éxitos en las carreras... las ventas comenzaron a languidecer". Los competidores de Hudson, usando diseños separados de carrocería sobre bastidor, podían cambiar el aspecto de sus modelos anualmente sin costosas alteraciones en el chasis", mientras que el "diseño moderno y sofisticado monocasco del Hornet era costoso de actualizar", por lo que "esencialmente estaba bloqueado" y "sufrió problemas de obsolescencia frente a los tres grandes fabricantes de automóviles [General Motors, Ford y Chrysler]".
Se produjeron un total de 35.921 unidades del Hornet para 1952, con aproximadamente 2.160 hardtop y 360 convertibles.

### 1953

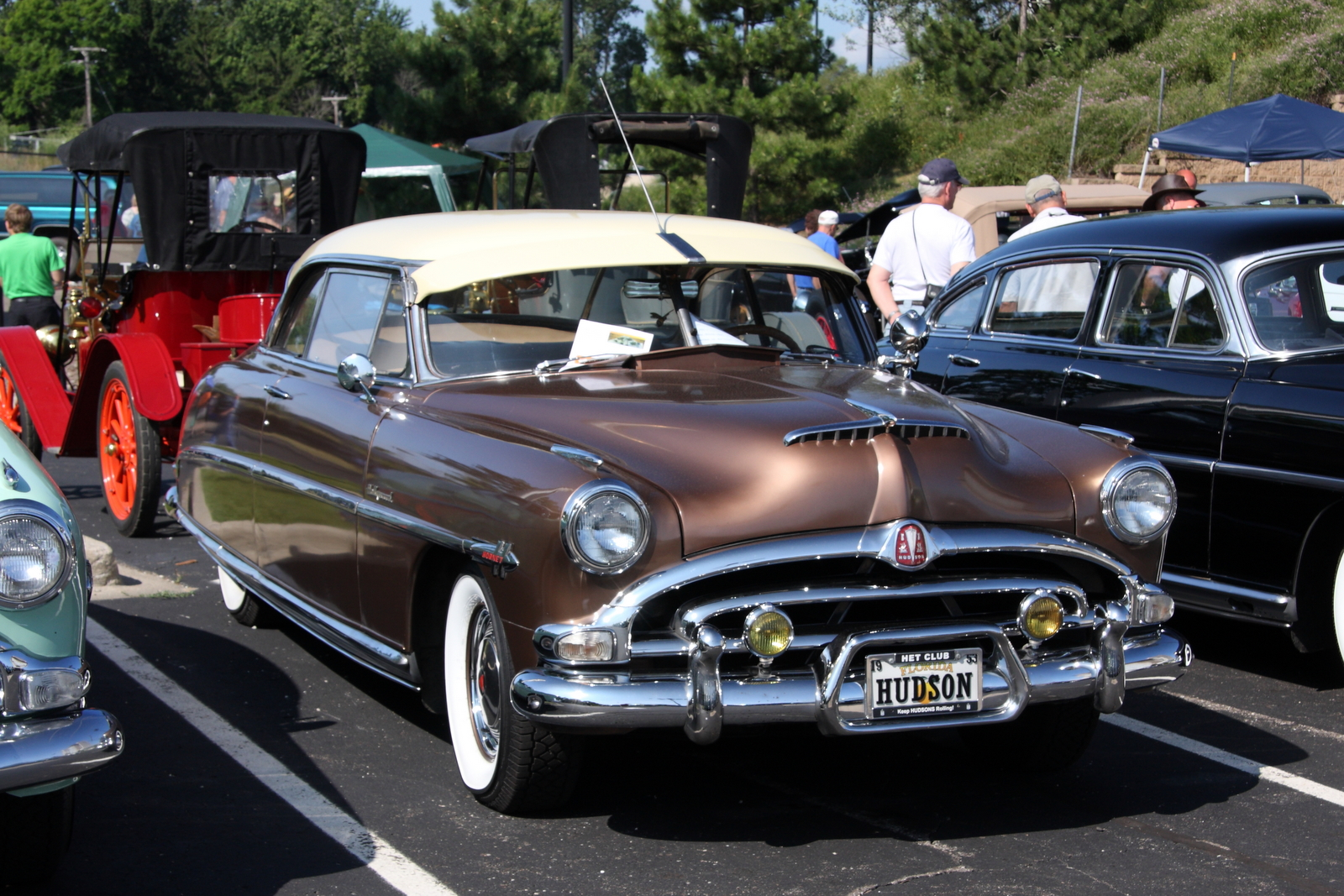
Hollywood Hardtop de 1953

El año modelo de 1953 trajo cambios menores al Hudson Hornet. La parte delantera se modificó con una nueva parrilla y un adorno de capó con toma de aire no funcional. Estaban disponibles cuatro diseños de carrocería diferentes: cupé club de dos puertas, Hollywood hardtop, convertible Brougham y un sedán de cuatro puertas.
La producción del año modelo 1953 de Hudson Hornet ascendió a 27.208 unidades, de las cuales alrededor de 910 eran Hollywood hardtop. Una radio de 8 válvulas de vacío era una opción por 100 dólares.

### 1954

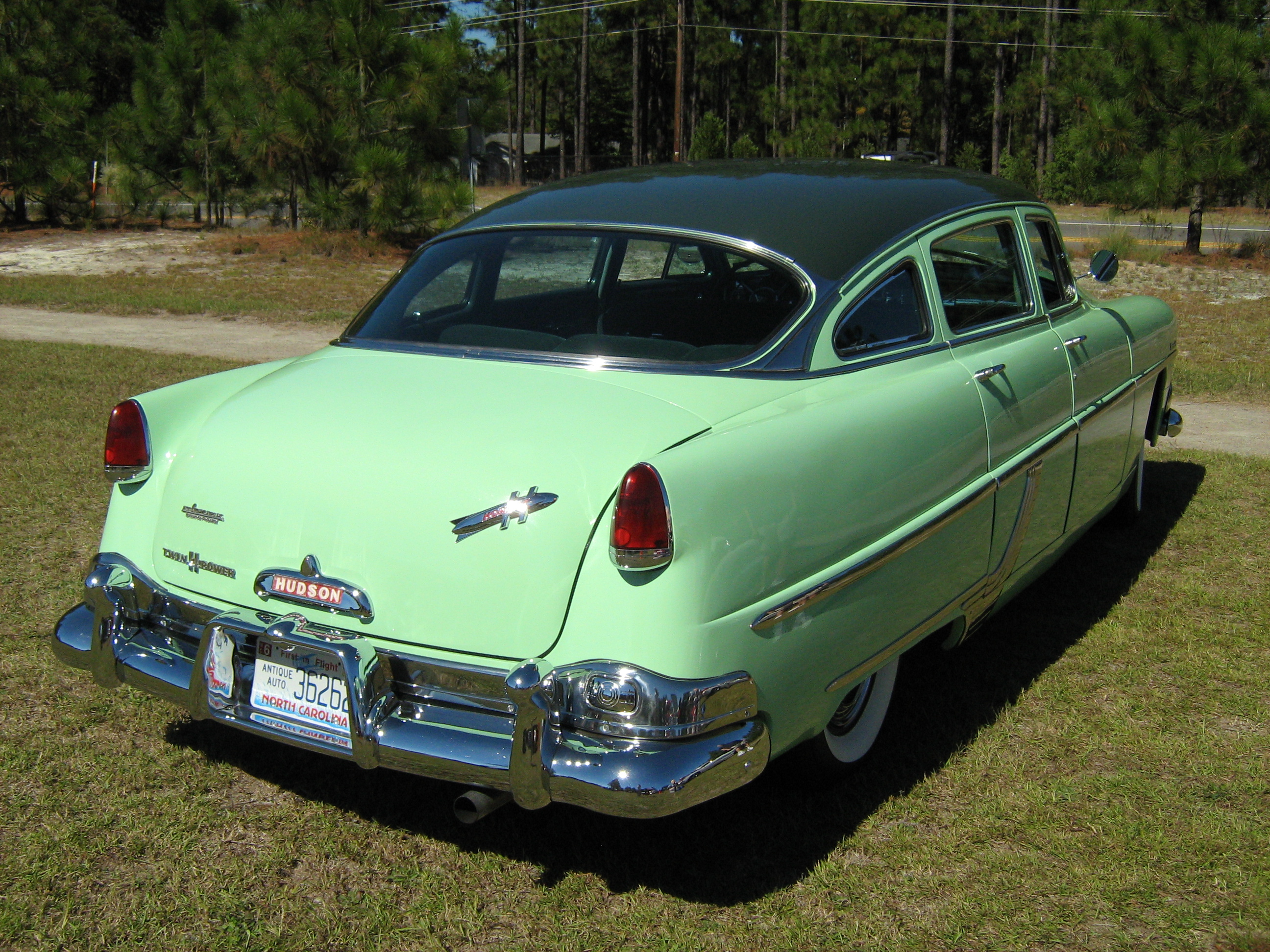
Twin H sedán

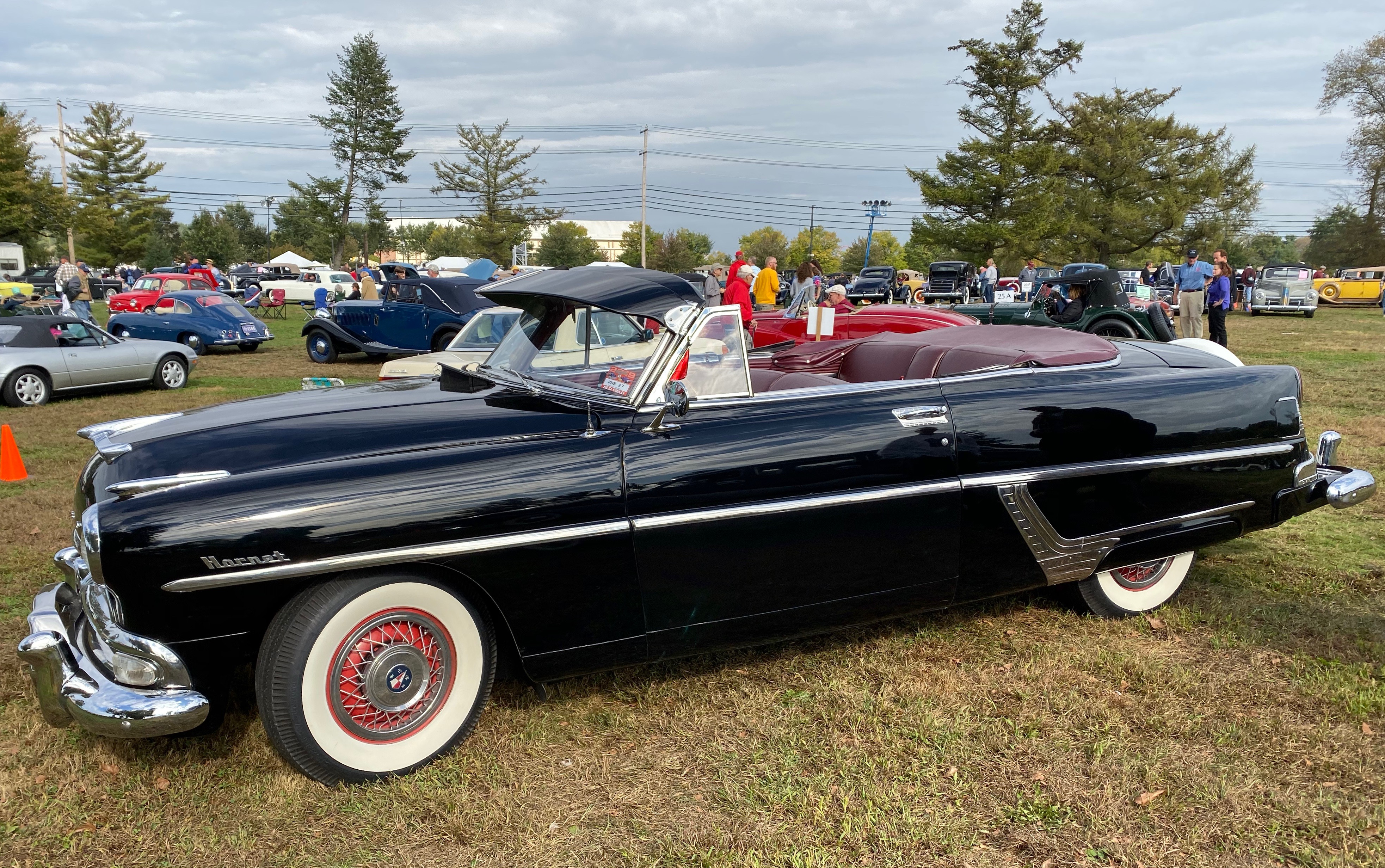
Descapotable

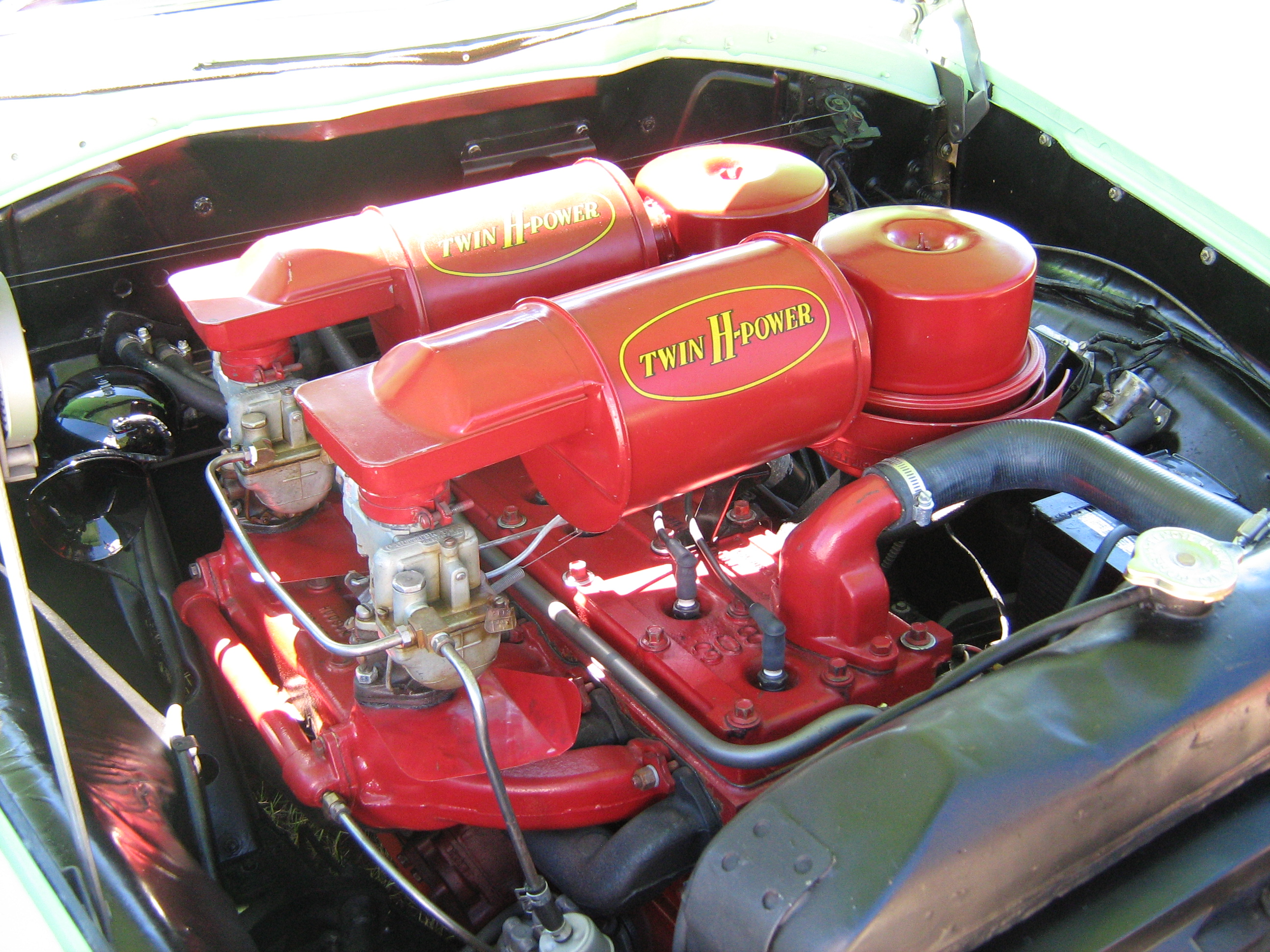
Motor "Twin H-Power"

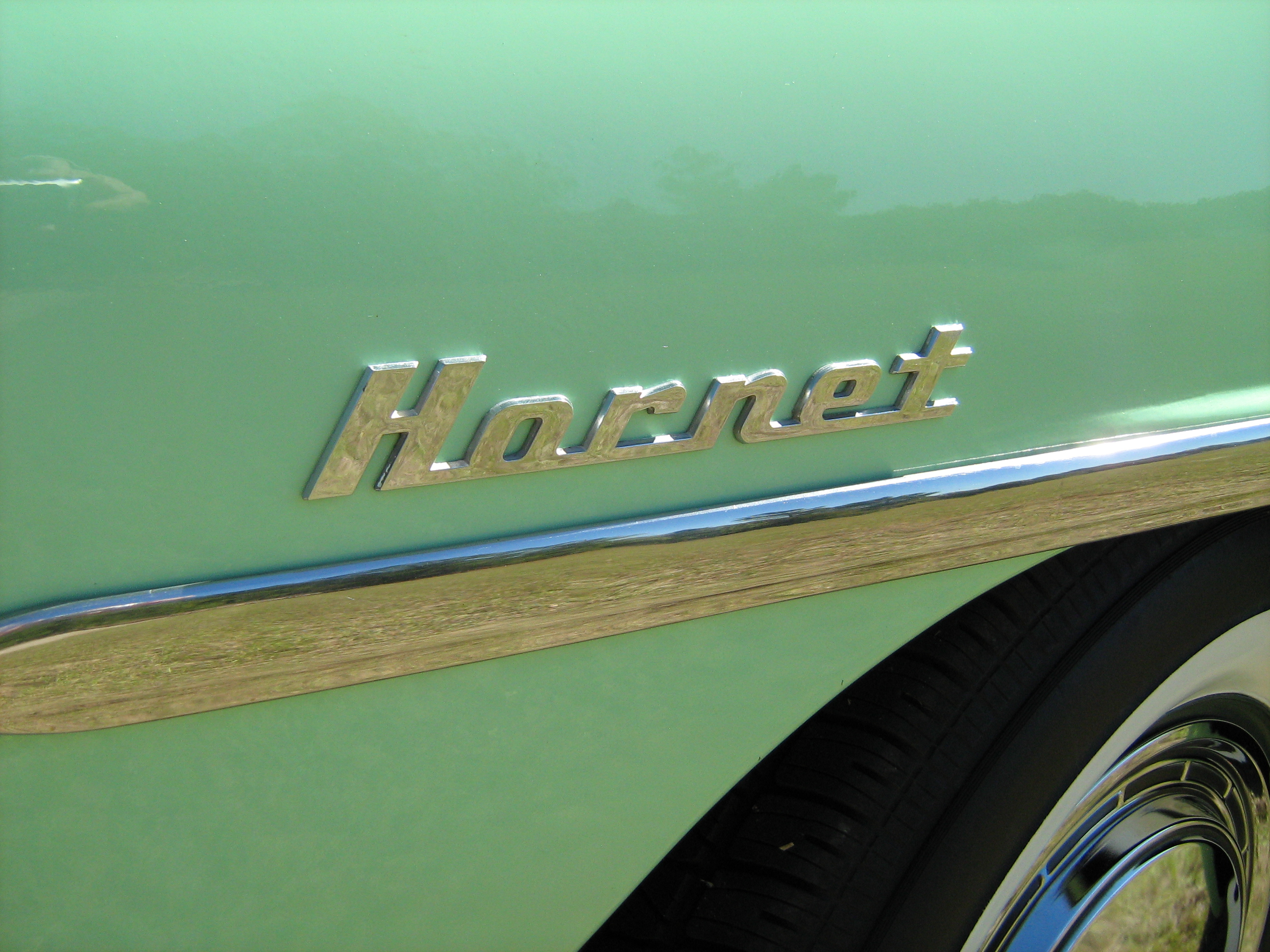
Emblema en un Twin H sedán

Para el año modelo de 1954, el Hornet se sometió a un importante rediseño de líneas cuadradas, para que coincidiera con el aspecto del compacto Hudson Jet que se introdujo en 1953. Esto implicó una amplia remodelación debido a la forma en que el bastidor rebajado envolvía el compartimiento de pasajeros. El frente tenía una parrilla más simple que complementaba el ahora funcional toma de aire y un nuevo parabrisas curvo de una pieza, mientras que los costados ganaron detalles cromados de guardabarros típicos de la época, y la parte trasera anteriormente inclinada se hizo más horizontal. La línea de los guardabarros delanteros y traseros se diseñó para hacer que el coche pareciera más largo y las luces traseras se rediseñaron igualmente. El interior también se actualizó con un tablero y un grupo de instrumentos nuevos que eran sorprendentemente modernos. Así, un propietario de Hornet escribió para Popular Mechanics en 1999 señalando que "la apariencia única y baja del automóvil y el manejo sedoso le dieron al Hudson una imagen que, para muchos compradores, eclipsó a las marcas de lujo como Cadillac".
No había un motor V8 disponible, pero el seis cilindros de 308 plg³ (5 L) era estándar en los Hornet y producía 160 HP (119 kW), la opción 170 HP (127 kW; 172 CV) "Twin-H-Power" (carburador doble) inspirada en las carreras era popular y una versión 7-X del motor se ofreció como una opción de fábrica, produciendo más de 210 HP (157 kW; 213 CV) utilizando un cabezal de alta compresión, un árbol de levas especial y otras piezas de alto rendimiento diseñadas para las carreras. El motor de 308 plg³ (5 L) producía un alto par a bajas rpm y tenía una curva bastante plana, lo que ayudó al Hornet a vencer a los V8 de otras marcas cuya ventaja de potencia se lograba solo a rpm mucho más altas. El motor era más potente en comparación con la competencia contemporánea de bajo precio (Chevrolet I6 y Ford V8) y estaba cerca de los motores V8 ofrecidos por la competencia de precio medio (Oldsmobile y Buick). El Hornet alcanzaba fácilmente las 100 mph (161 km/h) y una economía de combustible de 17 mpgAm (13,8 L/100 km) "casi ahorrativa".
Aunque el rediseño del Hornet lo puso a la par con sus contemporáneos en términos de apariencia y estilo, llegó demasiado tarde para impulsar las ventas. La noticia de que Hudson estaba en dificultades financieras y de que Nash-Kelvinator se había hecho cargo de ella para formar American Motors Corporation durante el año modelo de 1954 era conocida por el público comprador de automóviles.
El convertible Hornet Brougham actualizado, el único diseño de carrocería abierta disponible de Hudson, era atractivo pero se consideraba demasiado caro (3.288 dólares) para un automóvil con motor de seis cilindros en 1954. Estos modelos de primera línea incluían elevalunas hidráulicos y tapicería de cuero en azul, granate o verde con los paneles de tela disponibles en granate, negro o tostado. Se fabricaron un total de 540 descapotables.
La junta directiva de Hudson aprobó una fusión con Nash-Kelvinator el 14 de enero de 1954 y fue ratificada por los accionistas el 24 de marzo de 1954, con la nueva American Motors Corporation formada el 1 de mayo de 1954. La producción adicional de automóviles Hudson se realizaría en la factoría de Nash en Kenosha, Wisconsin, y el último Hudson construido en Detroit se fabricó el 30 de octubre de 1954.
La producción del año modelo de 1954 del Hudson Hornet de todos los estilos de carrocería totalizó 24.833 unidades.
Harold Du Charme de Grosse Pointe, Míchigan, que era un gran accionista del fabricante de automóviles, personalizó un Hornet de 1954 como un hardtop de dos puertas. No le gustaba el rediseño del coche y propuso cambios para mejorar las decaídas ventas de Hudson, incluyendo el techo rebajado, faros delanteros reubicados en una parrilla tipo caja de huevos, tomas de aire dobles en el capó, guardabarros traseros extendidos con luces traseras Lincoln y un rueda de repuesto Continental.

## Prestigio en la NASCAR
Hudson fue el primer fabricante de automóviles en involucrarse en las carreras de coches de serie. El Hornet "dominó las carreras de coches de serie a principios de la década de 1950, cuando todavía se corría con auténticos coches de serie".
Durante 1952, Marshall Teague terminó la temporada de la AAA de 1952 con una ventaja de 1000 puntos sobre su rival más cercano, ganando 12 de las 13 pruebas programadas. Los Hornet conducidos por los ases de la NASCAR Herb Thomas, Dick Rathmann, Al Keller, Frank Mundy y Tim Flock ganaron 27 carreras NASCAR conduciendo para el equipo Hudson.
En el circuito de carreras de la AAA, Teague condujo un Hornet estándar al que llamó el Fabuloso Hudson Hornet, con el que obtuvo 14 victorias durante la temporada. Esto dejó el récord de la temporada del Hornet en 40 victorias en 48 eventos, un porcentaje de victorias del 83 %.
En general, Hudson ganó 27 de las 34 carreras del NASCAR Grand National en 1952, seguido de 22 victorias de 37 en 1953, y capturó 17 de las 37 carreras en 1954: "un logro increíble, especialmente para un automóvil que tenía algunas auténticas características de un coche de lujo."
El Fabulous Hudson Hornet original se puede encontrar hoy en día completamente restaurado en Ypsilanti (Míchigan), en el Museo del Patrimonio Automotor de Ypsilanti, una instalación que anteriormente fue el hogar de Miller Motors, el último concesionario de Hudson en el mundo.

## Segunda generación
En sus últimos tres años del modelo, el Hornet se convirtió en un producto de la recién formada American Motors Corporation (AMC). Tras la fusión de 1954 de Hudson Motor Car Company y Nash-Kelvinator, se cerró la planta de fabricación de Hudson en Detroit y la producción de los modelos de Hudson se trasladó a la fábrica de Nash en Wisconsin. Ya no se basaban en la plataforma "rebajada", y todos los Hudson pasaron a estar basados en los modelos sénior de Nash, aunque presentaban sus propios detalles distintivos en temas de estilismo.

### 1955

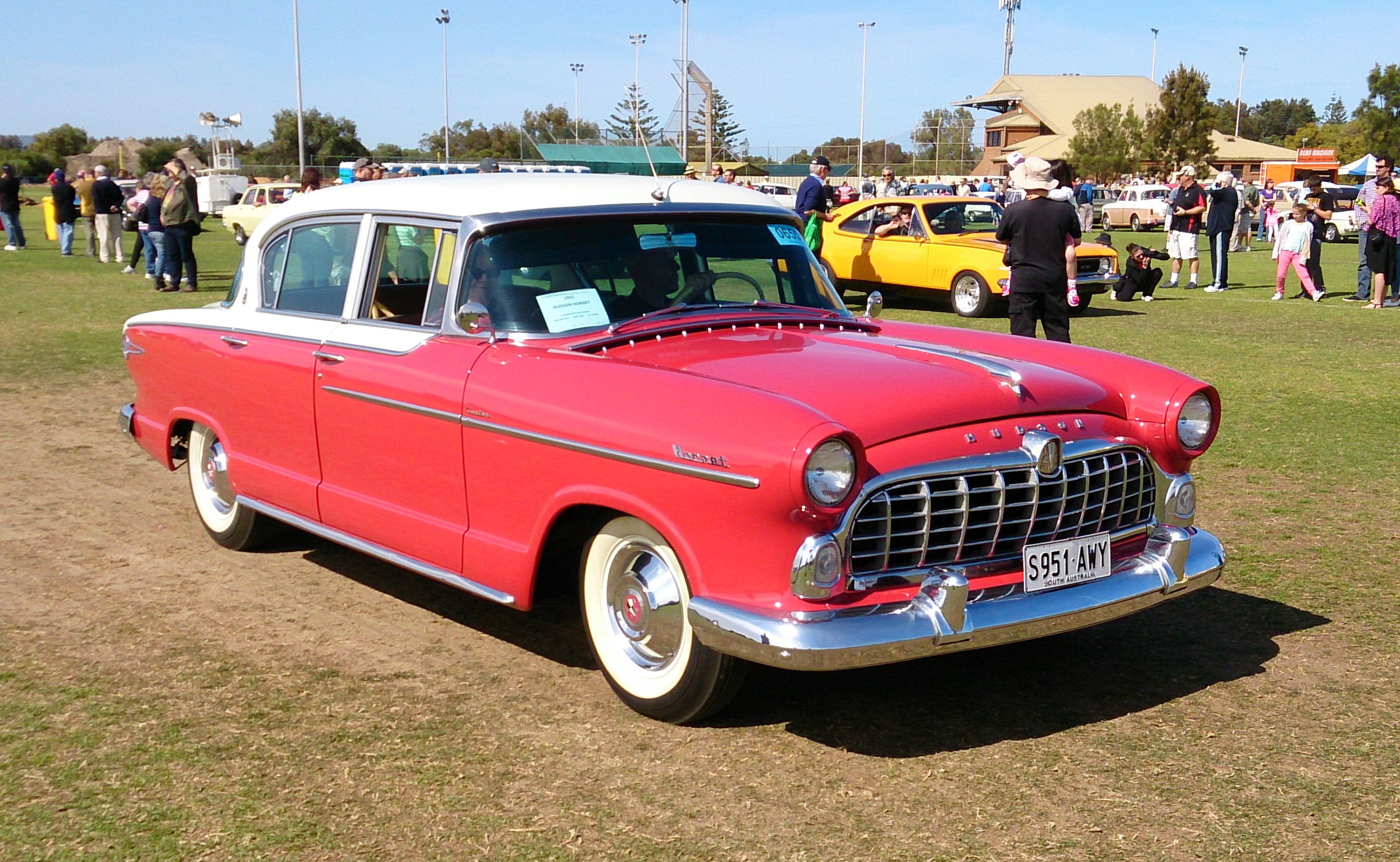
Hudson Hornet Custom cuatro puertas sedán de 1955

Los modelos sénior de Hudson de 1955 se construyeron sobre la plataforma de los Nash, con influencias de los estilos de Pinin Farina, Edmund Anderson y Frank Spring. Los coches presentaban una parte delantera que fue diseñada originalmente por los estilistas de Frank Spring y Hudson para ofrecer una versión actualizada de 1955 de la plataforma rebajada de 1954.
Los nuevos modelos se retrasaron hasta su presentación en enero de 1955, "mientras los ingenieros de American Motors resolvían el problema de fabricar dos automóviles de aspecto completamente diferente con carrocerías idénticas".
Como el primer automóvil completamente nuevo de American Motors, el Hudson de 1955 surgió con un estilo conservador en comparación con la competencia. El Hornet de 1955 fue el modelo más limpio, con una amplia parrilla tipo caja de huevos y dos tonos distintivos. Se ofrecieron estilos de carrocería sedán y de techo rígido, pero el cupé y el convertible ya no estaban disponibles. Los Hornet de 1955 compartían el estilo con los nuevos Wasp, pero presentaban una distancia entre ejes más larga de 121,25 plg (3080 mm).
El motor de seis cilindros en línea y 308 plg³ (5 L) continuó en las versiones de 160 HP (119 kW) o de 170 HP (127 kW). Por primera vez, el Hornet se podía pedir con un motor V8 construido por Packard de 320 plg³ (5,2 L) que producía 208 HP (155 kW) y con la transmisión automática Ultramatic de Packard. La suspensión trasera ahora incorporaba un sistema de transmisión por tubo de empuje y la suspensión trasera disponía de resortes helicoidales junto con resortes delanteros que eran el doble de largos que en la mayoría de los otros coches.
Junto con los Nash, los nuevos Hudson tenían los asientos delanteros más anchos de la industria. Había dos niveles de equipamiento disponibles, Super y Custom, y la serie Custom incluía un portaequipajes con rueda de repuesto Continental, un reposabrazos central "tipo mesa" de 16 plg (406 mm) para el asiento trasero, y un tablero acolchado.
La calefacción y ventilación con un sistema de aire acondicionado opcional Weather Eye, obtuvieron una alta calificación en términos de eficiencia. La ubicación integrada de los principales sistemas de aire acondicionado debajo del capó y el precio de solo 395 dólares (aproximadamente la mitad del costo de otros coches) también recibieron elogios. El periodista automovilístico Floyd Clymer calificó al Hudson Hornet como el automóvil más seguro construido en los Estados Unidos debido a (1) la carrocería de una sola unidad soldada, (2) el sistema de frenos de alta calidad con un sistema de respaldo mecánico adicional, (3) la capacidad de conducción y el manejo general y maniobrabilidad; así como (4) excelente aceleración y potencia para situaciones de emergencia.
Los esfuerzos de publicidad incluyeron incentivos como un "Fondo de inversión de volumen de ventas para los concesionarios" y el "Sorteo de Sun Valley" para vendedores, así como un concurso para el público con coches nuevos y viajes a Disneyland como premios. La producción para el año modelo de 1955 ascendió a 10.010 sedanes de cuatro puertas y a 3.324 unidades de dos puertas Hollywood con techo rígido.

### 1956

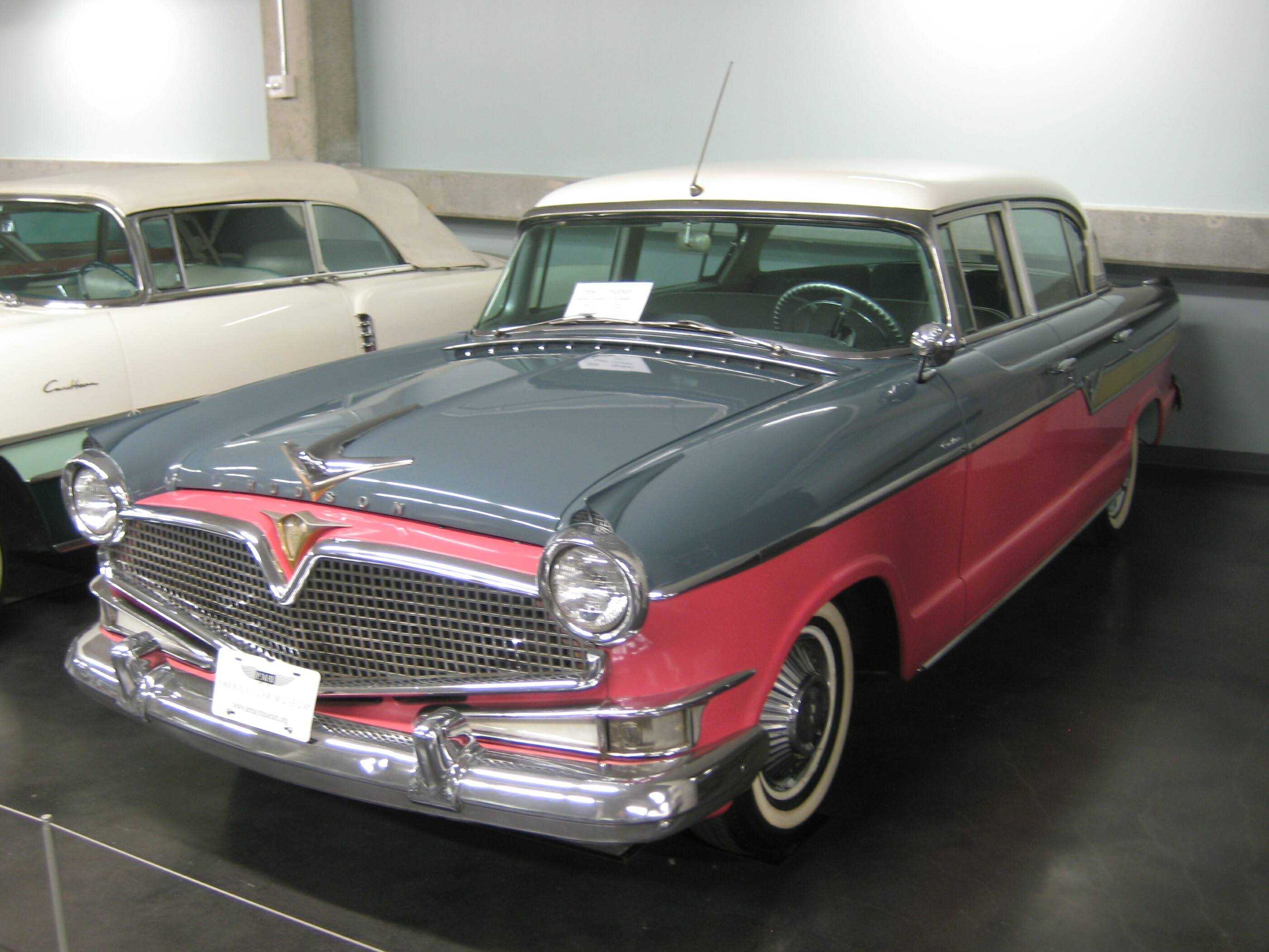
Hudson Hornet Custom cuatro puertas sedán de 1956

Para el año modelo de 1956, los ejecutivos de AMC decidieron darle más carácter al Hornet y el diseño de los vehículos se entregó al diseñador Richard Arbib, quien les dio al Hornet y al Wasp uno de los aspectos más distintivos en la década de 1950, al que llamó "Estilo de línea-V". Tomando el tradicional triángulo de Hudson, Arbib aplicó su forma de "V" en todas las maneras imaginables en el interior y el exterior del automóvil. Utilizando combinaciones de pintura de tres tonos, el aspecto del Hudson era único y se notaba de inmediato.
Se ofreció el legendario motor de seis cilindros en línea y 308 plg³ (5 L), con y sin Twin-H Power, que obtuvo 5 HP (4 kW) más para 1956. Sin embargo, el motor V8 de Packard estuvo disponible solo durante la primera mitad de 1956. A mediados del año modelo del Hornet Special se introdujo el nuevo motor AMC V8 de 250 plg³ (4,1 L) y  190 HP (142 kW) con un precio más bajo. Los modelos Hornet Special se construyeron sobre un sedán de cuatro puertas Statesman/Wasp 7 pulgadas (178 mm) más corto y un poco más ligero y una plataforma de techo rígido de dos puertas con detalles del Hornet.
El diseño de 1956 no logró entusiasmar a los compradores y las ventas del Hudson Hornet disminuyeron a 8.152 unidades, de las cuales 6.512 eran sedanes de cuatro puertas y 1.640 eran hardtop "Hollywood" de dos puertas.

### 1957

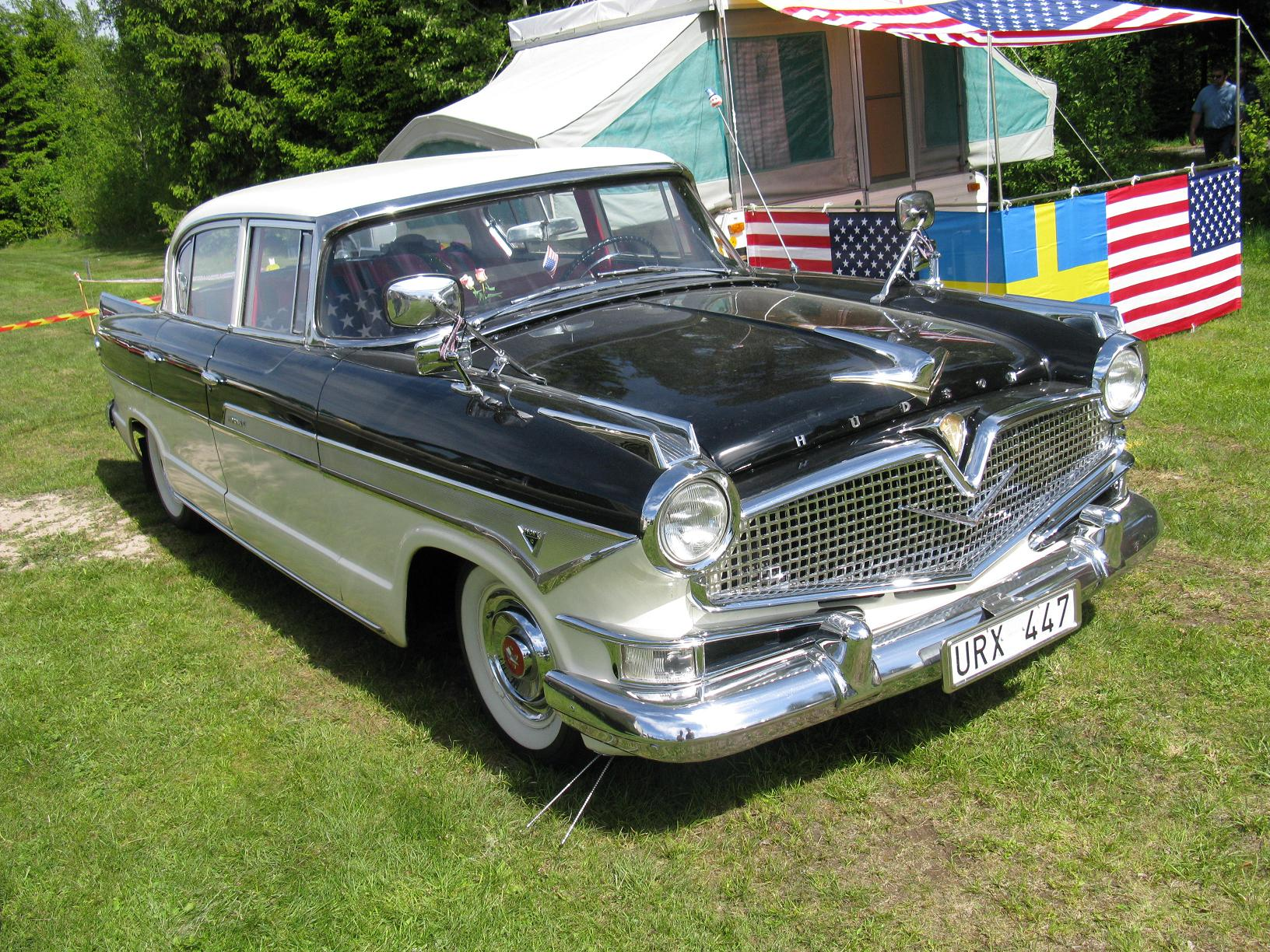
1957 Hudson Hornet Custom Sedan

En 1957, el nombre histórico de Hudson apareció solo en una versión Hornet en las series "Super" y "Custom", y estaba disponible como sedán de cuatro puertas o techo rígido "Hollywood" de dos puertas. Por segundo año, el estilo Línea-V presentaba una enorme parrilla tipo caja de huevos, pliegues y tiras cromadas en los costados, y cinco esquemas de tres tonos para los modelos Custom. Había más ornamentación en los coches, incluidas las "finettes" de los guardabarros sobre los paneles redondeados de los cuartos traseros para 1957, así como un adorno de doble aleta muy inusual en la parte superior de ambos guardabarros delanteros.
Se redujo el precio y se incrementó la potencia mediante el nuevo V8 de AMC de 327 plg³ (5,4 L), que tenía una potencia de 255 HP (190 kW) con un carburador de cuatro cuerpos y escapes dobles.
Debido al acuerdo de la Asociación de Fabricantes de Automóviles de prohibir el respaldo de fábrica a las carreras a partir de 1957, la producción del Hudson Hornet finalizó el 25 de junio de 1957, momento en el que se suspendió la marca Hudson con su herencia de carreras. A partir de entonces, todos los automóviles de American Motors Corporation se comercializarían durante un tiempo como fabricados por la División "Rambler". La producción total de los Hornet de 1957 fue de 4.108 unidades, dividida entre 3.359 sedanes y 749 "Hollywood" Hardtop.

## Mercados extranjeros
El Hudson Hornet se vendió en mercados fuera de Estados Unidos, ya fuese exportado como un automóvil completos o construido localmente a partir de kits de montaje.

### Australia

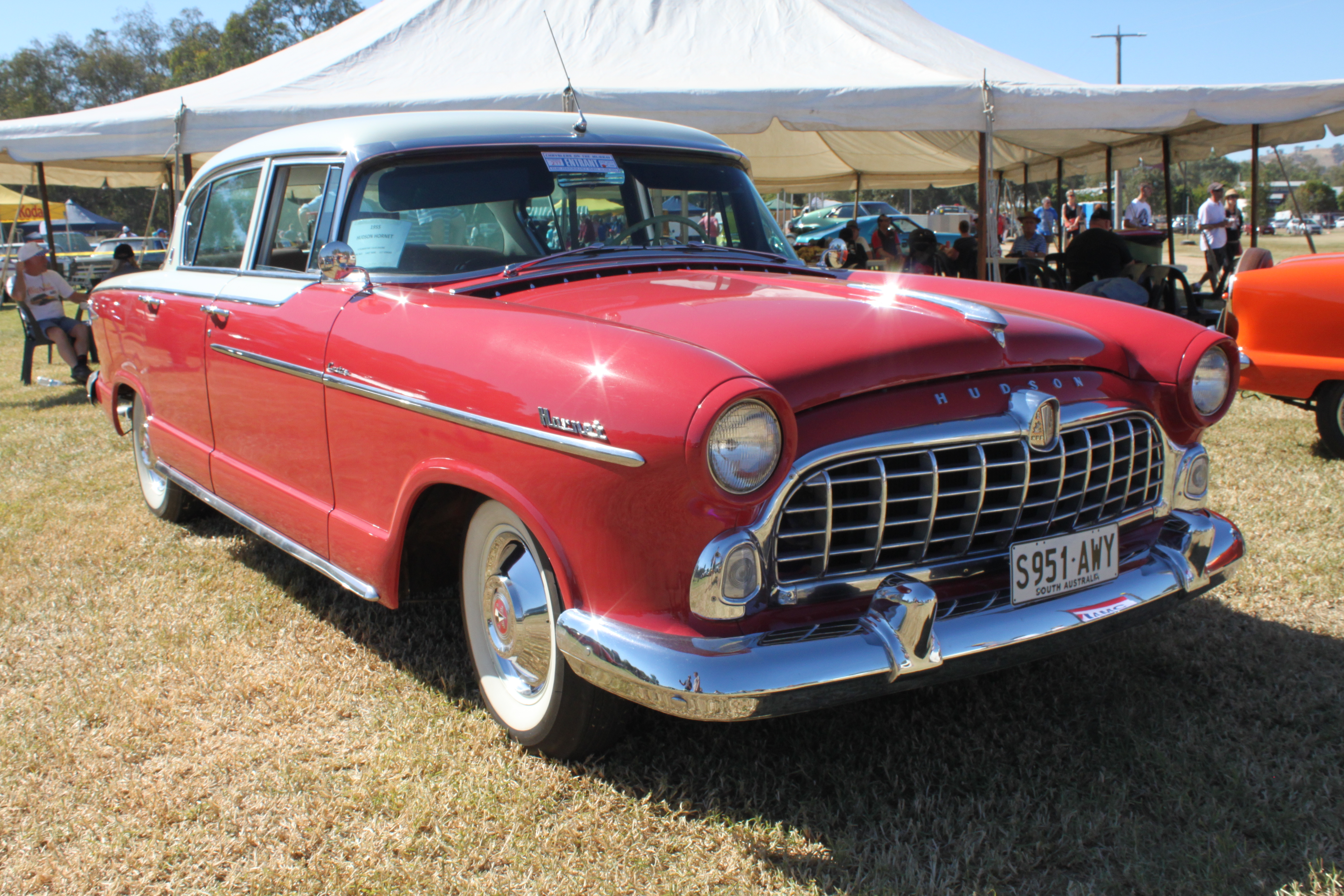
Hudson Hornet de 1955 (Australia)

Los vehículos Hudson se ensamblaron localmente en Nueva Gales del Sur, Queensland, Victoria y Australia Meridional a partir de 1913; sin embargo, la Segunda Guerra Mundial puso fin a todo el ensamblaje local de vehículos en Australia. Después de la guerra, el gobierno australiano legisló restricciones monetarias que pusieron fin a todo ensamblaje local de vehículos extranjeros. A pesar de las restricciones, los distribuidores australianos pudieron traer una cantidad limitada de vehículos Hudson con volante a la derecha de fábrica producidos en los Estados Unidos, incluyéndose finalmente a partir de 1946 el Hudson Hornet. No fue hasta 1961 que los vehículos de American Motors Corporation comenzaron a ensamblarse en Australia después de que AMC llegara a un acuerdo con Australian Motor Industries en 1960.

### Canadá
El ensamblaje canadiense de vehículos Hudson comenzó en 1932, promovido por la Hudson Motors of Canada en Tilbury, Ontario. La Segunda Guerra Mundial interrumpió las operaciones y la producción cesó en 1941. Las operaciones de la posguerra se reanudaron en 1950, y CHATCO Steel Products ensambló los Hudson también en Tilbury, Ontario. Las operaciones en Tilbury cesaron definitivamente en 1954, tras la formación de American Motors Corporation. Como resultado de la fusión, Nash Motors of Canada Ltd., con sede en Toronto, se convirtió en American Motors (Canada) Ltd. y todas las subsiguientes operaciones de ensamblaje de los Hudson, Nash y Rambler continuaron en Toronto.

### Nueva Zelanda

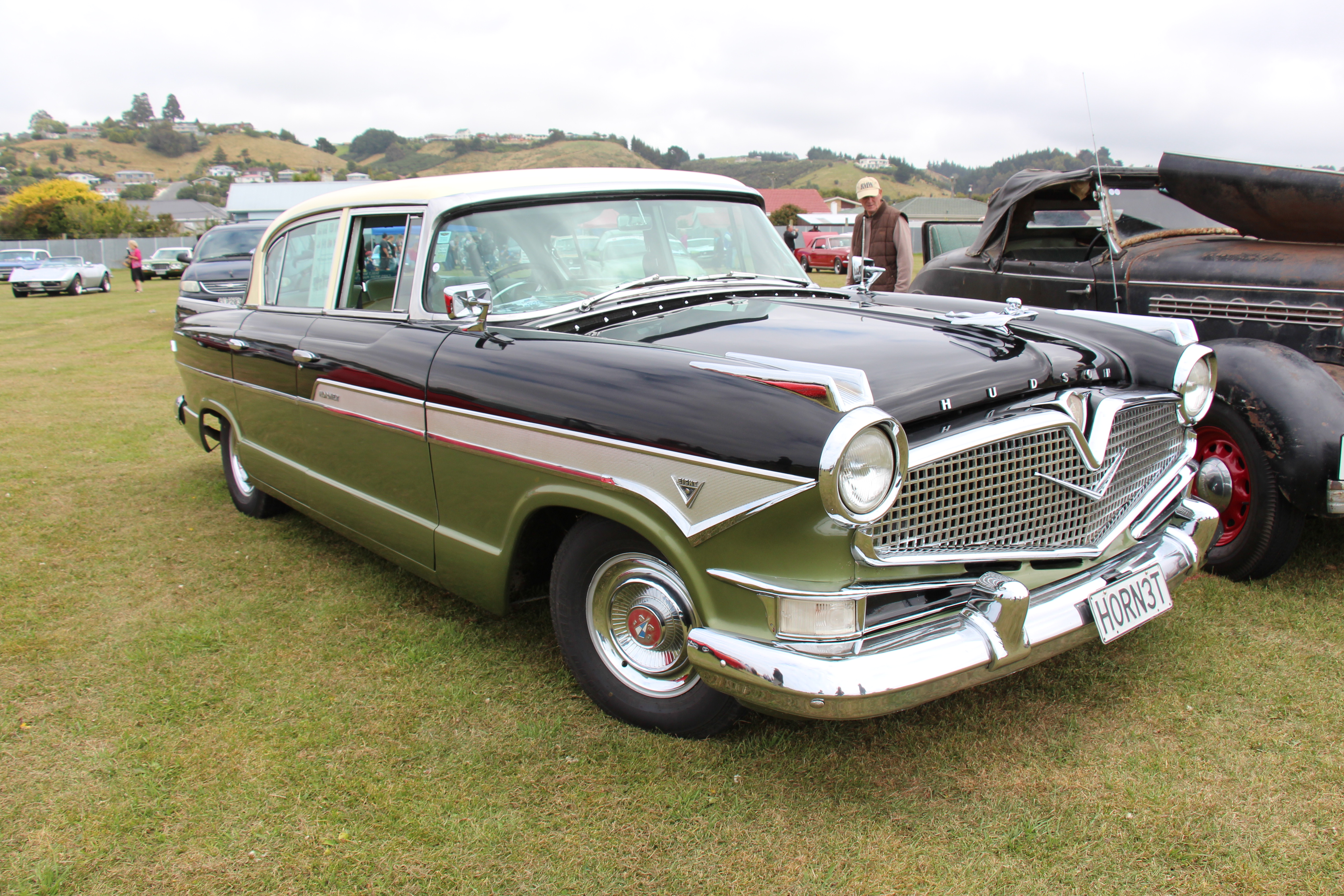
Hudson Hornet de 1957, ensamblado en Nueva Zelanda

Los vehículos Hudson se importaron a Nueva Zelanda a partir de 1912 y finalmente se ensamblaron localmente a partir de kits desmontables de 1919.
Desde 1935, Hudson y otras marcas fueron ensambladas por la empresa de Christchurch Motor Assemblies Limited. La producción terminó cuando Standard-Triumph International adquirió la empresa en 1954. A partir de 1954, la empresa de Auckland VW Motors fabricó el Hudson Hornet como una línea secundaria a los Volkswagen que ensamblaba. Los siguientes modelos Rambler de AMC se ensamblaron posteriormente en la nueva planta de VW Motors en Otahuhu, Auckland, desde 1958 hasta 1962. AMC firmó un acuerdo en 1963 con Campbell Motor Industries de Thames para ensamblar Rambler, cuya producción se desarrolló desde 1964 hasta 1971.

### Sudáfrica

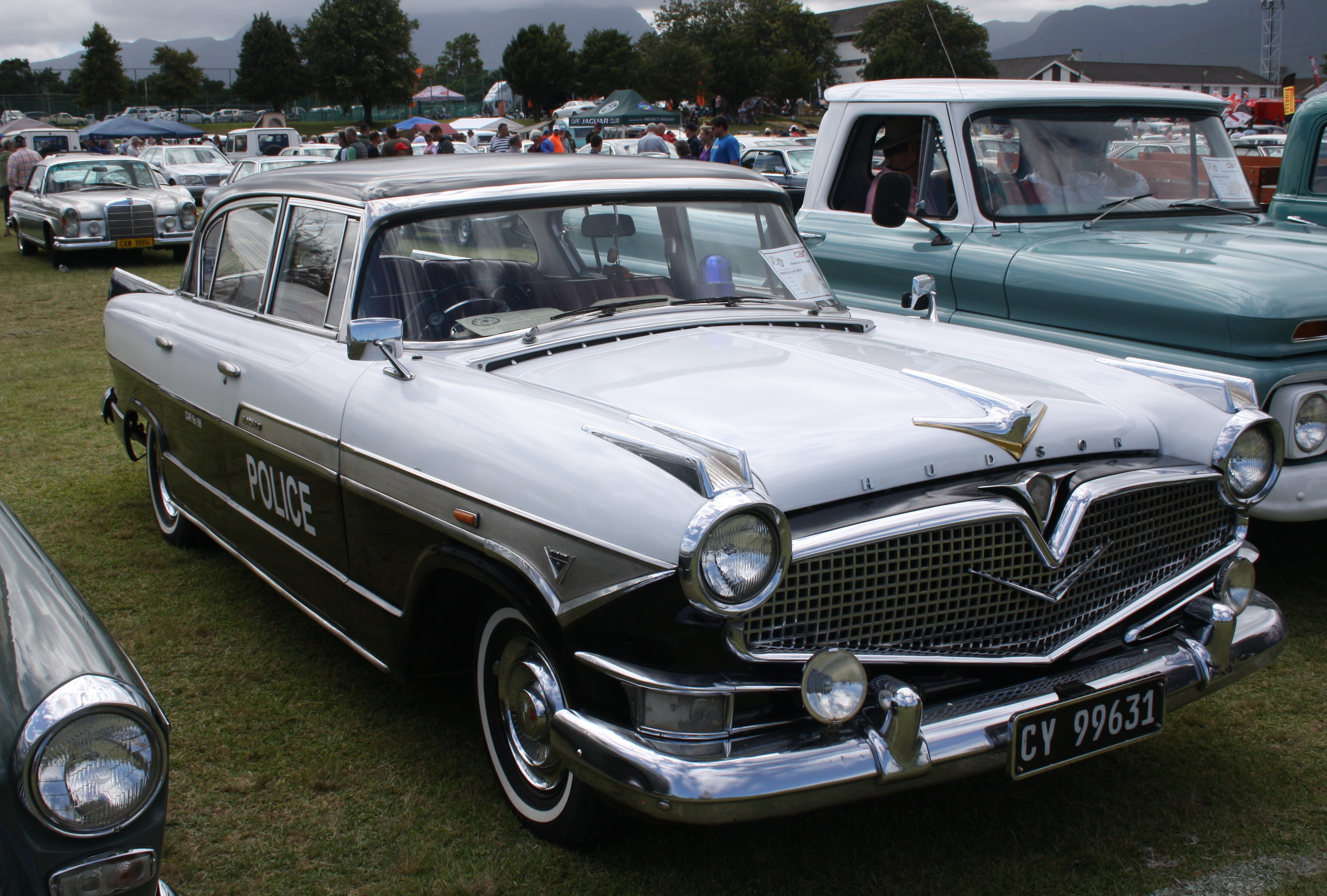
Hudson Hornet de 1957 (Sudáfrica)

Los vehículos Hudson fueron ensamblados en Sudáfrica a partir de la década de 1920 por "Stanley Motors" en su planta, "National Motor Assemblers" (NMA), en Natalspruit (Provincia de Gauteng). El Hudson Hornet se ensambló con volante a la derecha a partir de kits desmontados procedentes de Canadá. Después de la fusión de Hudson y Nash, NMA continuó ensamblando los nuevos Rambler de AMC hasta 1967, aunque el Rambler de 1957 se comercializó en Sudáfrica como "Hudson 108".

### Reino Unido
Los Hudson se introdujeron en el Reino Unido en 1911 y finalmente se construyó una fábrica donde los vehículos Hudson (y Essex) se ensamblaron localmente a partir de 1927. La empresa británica pasó a llamarse Hudson Motors Ltd. en 1932.
El Hudson Hornet se ensambló con volante a la derecha para el mercado del Reino Unido y otros países europeos. Tras la desaparición de la marca Hudson, la compañía británica pasó a llamarse Rambler Motors (A.M.C.) Limited en 1966 y continuó importando vehículos AMC durante la década de 1970.

## Legado

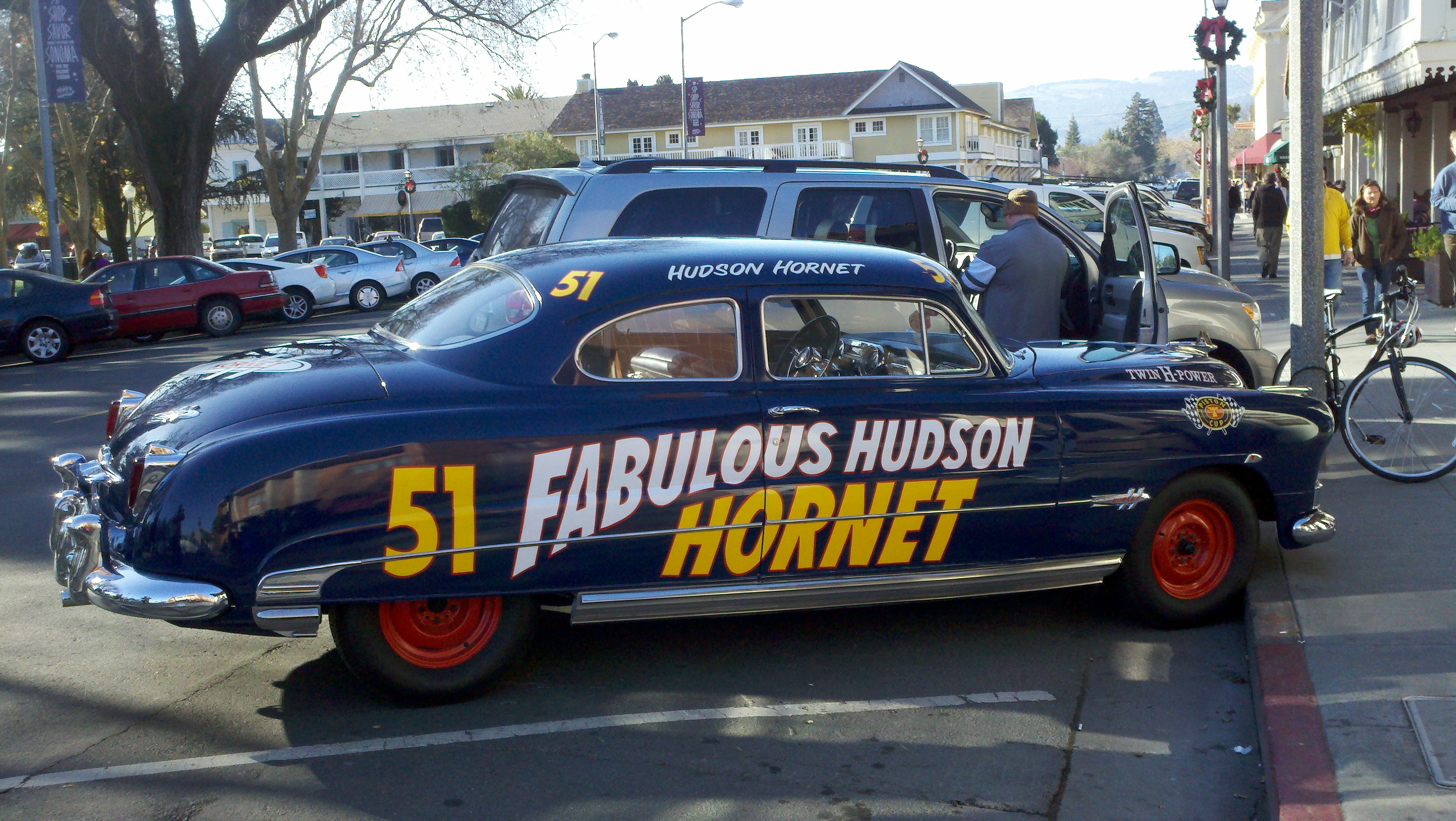
Hudson Hornet 51 creado como prototipo para la película Cars

El Hudson Hornet de 1951 fue seleccionado como el "Coche del año" en un libro que describe setenta y cinco años de automóviles notables del periodista automotriz Henry Bolles Lent.
Algunos departamentos de policía utilizaron los sedanes de 4 puertas Hudson Hornet como vehículo policial. Después de ser retirados del servicio, fueron reemplazados por los coches de policía AMC Matador y AMC Ambassador.
Para el año modelo de 1970, American Motors resucitó el nombre Hornet para su nuevo automóvil compacto que reemplazó al Rambler American (véase AMC Hornet).
En 2006, Dodge diseñó y desarrolló un pequeño prototipo de automóvil con tracción delantera llamado Hornet (véase Dodge Hornet).
La película de Disney Pixar Cars y varios videojuegos presentaban a un Fabulous Hudson Hornet llamado Doc Hudson, un campeón retirado de la Copa Pistón con la voz de Paul Newman, que era un ávido entusiasta de las carreras de autos. La Copa Pistón es la versión de la franquicia cinematográfica de la Copa Winston, que cambió de nombre varias veces desde su creación.
El Hudson Hornet apareció en los videojuegos Driver: San Francisco, Forza Horizon 4 y Forza Motorsport 4 como parte del Car Pack de julio.

## Propietarios notables

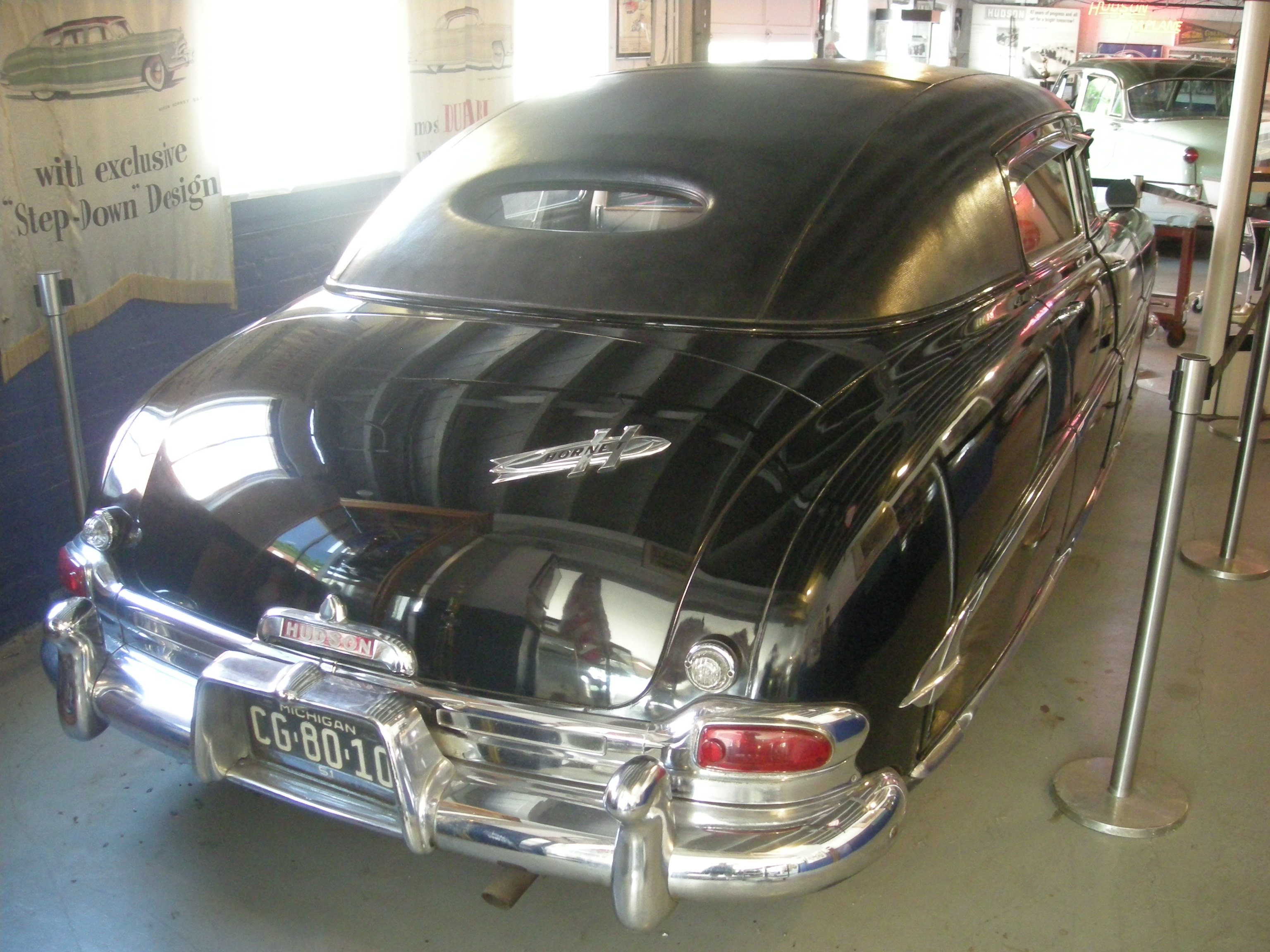
Hudson Hornet Limusina de 1951

- Steve McQueen — Sedán con motor Twin-H de 1953[51][52]
- A. E. Barit — 1951 Hornet Derham Limusina[53]
- Victor Haydon[54] — Mencionado en la canción Pena de Trout Mask Replica

## Coleccionismo
Los Hudson Hornet de primera generación son legendarios por su historia en las carreras de la NASCAR, y Jay Leno enumera los modelos de 1951-1954 como uno de los "diez mejores coches más coleccionables de Estados Unidos". "Uno de los grandes hitos de la posguerra: un verdadero campeón" le da una gran ventaja en el atractivo para los coleccionistas. Richard M. Langworth describe a los Hornet de primera generación en su obra "Libro completo de automóviles coleccionables: 70 años de inversiones en automóviles Blue Chip" como "el Hudson más recordado de los años de la posguerra, uno de los grandes de todos los tiempos de la industria". Por ejemplo, los precios de los Club Cupé, el estilo de carrocería utilizado por los pilotos ganadores de NASCAR, se han apreciado mucho en los últimos años, donde varios ejemplares muy bien restaurados han superado la barrera de los 75.000 dólares en varios casos. Las versiones convertibles también han aumentado de valor con un ejemplar de 1953 restaurado que alcanzó 150.000 dólares en 2013.